# 星空文庫
星空文庫（ほしぞらぶんこ）は、著作権者が小説や詩などの文芸作品を公開しているインターネット上のインディーズ電子図書館である。
収録作品は任意の掲載者により入力され、HTMLページや電子書籍EPUBファイルなどに自動変換して公開される。
公開作品には個別にクリエイティブ・コモンズに対応したライセンスが付与されており、クリエイティブ・コモンズに応じた作品の利用として、読者指定の体裁での紙面印刷や、テキストを読み上げるアプリケーションとの連携などにより視覚障害者向けとしても利用が可能となる。

## 収録作品
掲載作品は、文学者や商業作家をはじめ、インディーズ作家などによる自由投稿作品が収録されている。収録作品はすべて電子書籍形式での公開がされており、読者によりパソコンやスマートフォン、電子書籍機器などの自由な環境での読書が可能である。

### ライセンス
作品毎に、通常の著作権表記やクリエイティブ・コモンズのライセンスが付与されている。

### レーティング
作者によりICRA準拠のセルフレーティングが付与されている。これにより児童向けコンテンツフィルタリングソフトでの閲覧禁止化などの処置が可能としている。

## ファイル形式
収録作品は次の形式で公開されている。
- HTML形式
- EPUB電子書籍形式
- EPUB縦書き電子書籍形式
- テキストファイル形式
- テキストファイル青空文庫準拠記法形式
- XML形式